# Congrés (Badalona)
El Congrés és un barri de Badalona (Barcelonès) que forma part del Districte V juntament Gorg, La Mora, Can Claris i El Raval. Limita amb Gorg, Sant Roc i La Salut.
Segons el padró municipal de 2013, la població del barri és de 3725 habitants, dels quals 1794 (48,2%) són homes i 1931 (51,8%) són dones. La població del barri representa un 1,7% del total de Badalona. La immigració al barri representa un 15,1% del total.
Té associació de veïns.

## Història
El barri neix de les noves promocions urbanístiques realitzades a partir de la promulgació del Pla General Metropolità de 1953 i la llei del sòl de 1956. En concret, fou fruit de l'activitat del Patronato de Viviendas del Congreso Eucarístico, promogut en aquesta dècada arran de la celebració del XXXV Congrés Eucarístic Internacional a Barcelona el 1952, que donà sentit a la promoció i que, a més, comptà amb el suport del bisbe de Barcelona Gregorio Modrego Casaus i de l'Associació Catòlica de Dirigents, que assumiren els càrrecs en la gestió del patronat.
La promoció de Badalona, anomenada Grup Sant Anastasi, va ser la segona en volum de construcció, amb un total de 1.505 habitatges que representaven el 23,48% del total, només per darrere del barri del Congrés de Barcelona. El període d'activitat es divideix entre 1963-1965, la primera; i 1969-1970, la segona. Per bé que la definició sociològica dels barris del patronat era la de crear un barri amb les mateixes característiques demogràfiques que a la resta de la ciutat i, per tant, no crear un gueto, facilitant la integració dels nous habitants, la realitat a Badalona fou que la promoció va ser construïda sobre un terreny lliure sense gaires predeterminacions i amb una estructura urbanística de blocs aïllats entre espais oberts amb una ordenació totalment lliure. Sense un projecte ben definit, el Congrés acabarà sent una polígon residencial resultant una repetició d'edificis, uns espais públics sense una funció clara i una manca de previsió en equipaments.